# إوز الفول

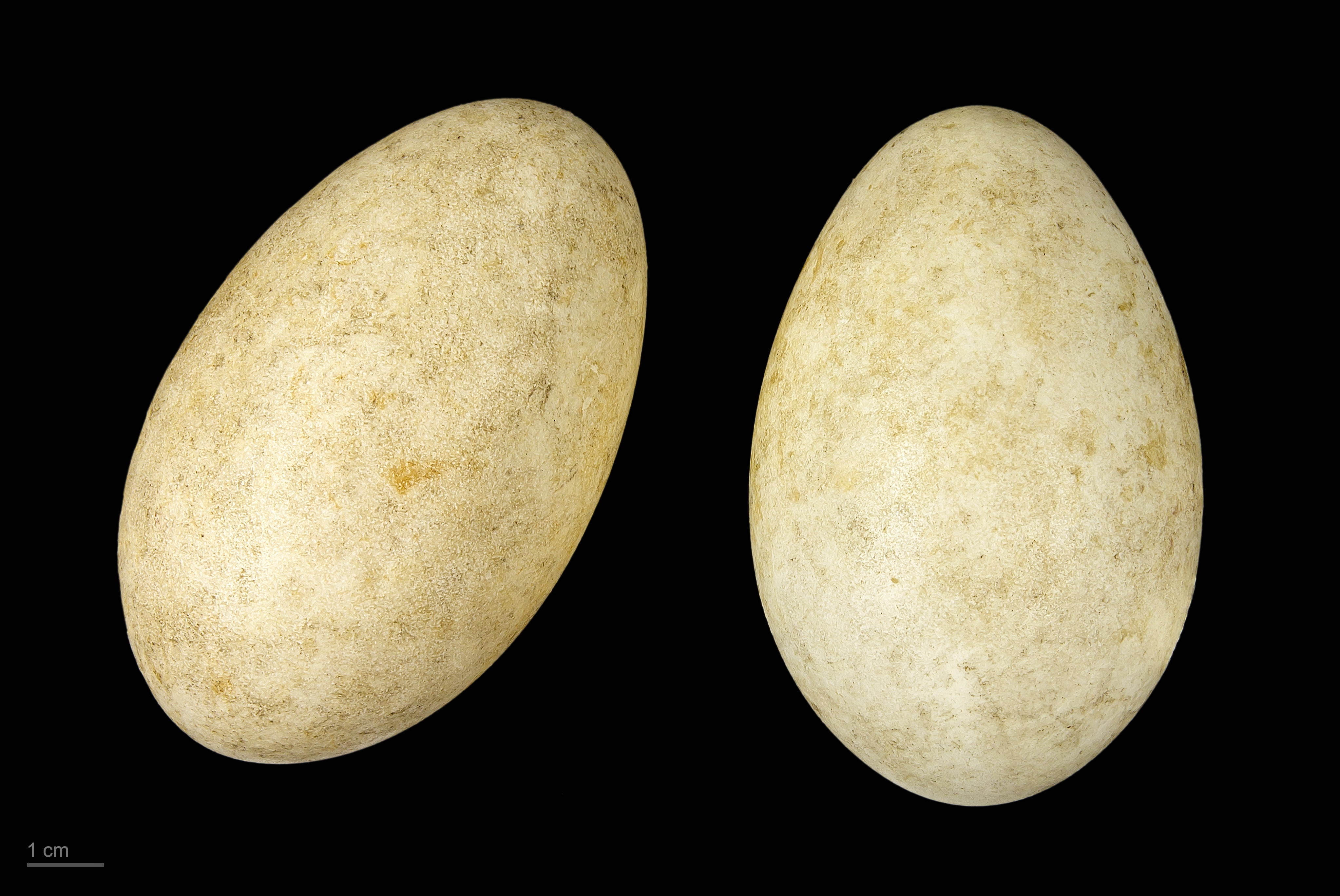
بيضة إوزة الفول

إوزة الفول (الاسم العلمي: Anser fabalis) (بالإنجليزية: Bean  Goose)‏ هو طائر ينتمي إلى إوزيات (فصيلة: Anatidae).